# JAM/Tactics
「JAM/Tactics」（ジャム/タクティクス）は、1996年2月29日に発売されたTHE YELLOW MONKEY9枚目のシングル。発売元は日本コロムビア・トライアドレーベル。

## 概要
前作からおよそ半年ぶり、5枚目のアルバム『FOUR SEASONS』発売後初のシングル作品。THE YELLOW MONKEY唯一の両A面シングルでもある。ロングヒットとなり、累計売上は60万枚（オリコン調べ）をセールス。13枚目のシングル「BURN」に次いで、2番目の売り上げを記録している。

### 「JAM」
ハ長調で構成されている三連符のロックバラード。「ヘヴィな音像と憂いを帯びたメロディを軸にしたバラードナンバー」であり、THE YELLOW MONKEYのブレイクを決定的にした楽曲である。NHK『ポップジャム』エンディングテーマに起用された（1996年1月12日 - 3月）。本作の次のシングル「SPARK」発売後にTHE YELLOW MONKEYはファンハウス（現・アリオラジャパン）へ移籍したため、本曲と「SPARK」は次のアルバム『SICKS』には未収録となった。公式アルバムに初収録されたのは解散後の2004年に発売された『MOTHER OF ALL THE BEST』であった。
ライブでは、「THE YELLOW MONKEYという王国があったとしたら、その国の国歌として聴いてほしい」と紹介されている。
グラムロックバンド・モット・ザ・フープルが1972年に発表した「すべての若き野郎ども(All the Young Dudes)」が本曲のモチーフとされている。本作の半年後である8月31日に発売されたモット・ザ・フープルのトリビュート・アルバム『MOTH POET HOTEL』では、THE YELLOW MONKEYは「ホナルーチ・ブギ（Honaloochie Boogie）」のカバー、吉井はモット・ザ・フープルのキーボーディスト・モーガン・フィッシャーらとともに「すべての若き野郎ども」のカバーをそれぞれ発表している。
本曲は、『パンチドランカー・ツアー』（1998年 - 1999年）で音響スタッフが転落事故死したことや、難航したリリース当時のプロモーション担当で吉井の友人である中原繁が2000年3月に急死したことが思い出される特別な楽曲であるということが吉井により語られている。2001年1月に行われた『メカラ ウロコ・8』における吉井のMCにおいても、亡くなった中原繁と『パンチドランカー・ツアー』スタッフに捧げるものであると伝えられ、本曲の演奏が行われている。
2004年にTHE YELLOW MONKEY解散後に開催された展示会・フィルムコンサート『メカラウロコ・15』の、12月26日に東京ドームで行われた最終日にはメンバーが黒ずくめの衣装で登場し、本曲を演奏した。歌が終わりに差し掛かると、ライブにおける本曲の恒例であった終奏大合唱が吉井のあおり立てで会場にいつまでも響き渡り、吉井が「ずっと歌っててください」と言うと笑いが起きた。やがて会場は合唱に取って代わり悲痛な叫びと拍手に包まれた。曲の演奏が終わるとメンバーは去って行った。
解散中のソロ活動において吉井は度々本曲を演奏しており、吉井が大トリを務めた『JAPAN JAM 2010』では同じくソロ活動中の菊地英昭（EMMA）らをゲストに迎え、アンコールの最後にフジファブリックとの共演で本曲が演奏されている。
2016年、15年ぶりに再集結し活動を再開した同年12月31日の『第67回NHK紅白歌合戦』に初出場を果たし「JAM」を歌唱、吉井は「解散する前、紅白に出ることが夢の一つだったので、きょうようやくかないました。再集結してよかったです」と表明した。同日の朝日新聞には歌詞全文を載せた上で「残念だけど、この国にはまだこの歌が必要だ」「今晩JAM歌います 2016年ありがとうございました デビュー25周年にむけて THE YELLOW MONKEY」のメッセージを記した一面広告が掲載された。

### 「Tactics」
5枚目のアルバム『FOUR SEASONS』（1995年）からのリカット。「ダンサブルなグルーヴを強調した」、「アッパーなロック・ナンバー」で「70年代のグラム・ロックを思わせるような、煌びやかなアレンジもはまっている」このバンドらしさのある楽曲である。ホ短調で構成。フジテレビ系アニメ『るろうに剣心 -明治剣客浪漫譚-』エンディングテーマに起用された（1996年1月10日 - 5月1日）。同アニメは日本国外の諸地域でも放映され、本曲は各国のアーティストによるバージョンが諸地域で起用されている。

## 制作背景

### 「JAM」
楽曲制作は、1995年9月～10月頃に行われた。当時のディレクターである宗清裕之によると、吉井は、前述の「すべての若き野郎ども」が頭にあり、「僕は日本の『すべての若き野郎ども』を作りたいんです」と語っていた。「ロックンロール・アンセム」を作りたいという思いが吉井たちにはあった。
吉井は本曲について、「ある日自分が抱えている不条理を、全部紙に書いてそれに曲を乗せた7分近いバラードを作った。 社会的なこと、プライベートなこと等、思うことを遠慮なく全部書いた。 今ならそのまま世に出せるが、当時はそういうわけにはいかなかった。少しずつ詩を削っていき、 5分ちょっとの曲になった」と語っている。
歌詞の「外国で飛行機が墜ちました〜」の部分が取り沙汰されることが多いが、吉井は重要なのはその後「こんな夜は逢いたくて〜また明日を待ってる」まで続くラインであると語っている。また、このラインについて吉井は「ちょうどオウム真理教の地下鉄サリン事件とか、阪神・淡路大震災とかあって、子供を持つ身としては不安な世の中だったから、それも大きかった。『君に逢いたくて』というくだりは、当時、娘に向けて書いたんです。あまり家にいてやれなかったですし」と語っている。さらに、その部分は当初メロディーが作られておらず、本番にアドリブで歌われた。テイクワンの歌唱が採用されたが、最後の1フレーズで吉井が感極まって詰まってしまったため、そこだけ歌い直している。
吉井はシングル候補として本曲をコロムビアのディレクター・宗清裕之に提案したものの、コロムビアの宣伝会議では脅し文句が並べ立てられ、「我々宣伝がここまで培ってきたものをぶち壊す気ですか」「この曲じゃあテレビに出られません」「バラードで勝負なんて早いですよ」と、発売は強く反対された。この理由として、スマッシュヒットとなった8thシングル「太陽が燃えている」がヒットチャートを意識した、キャッチーでポップかつハードロックな楽曲であったため、コロムビアの宣伝・営業、そしてマスコミによって同様の曲が望まれていた。月刊誌『音楽と人』1996年2月号（前月上旬発売）はそのような営利を突き付けられている状況を逆手に取り、レコード会社が発売に反対する問題作というストーリーに仕立て上げたインタビューを表紙に掲載した。この巻頭特集の中で『音楽と人』編集長市川哲史は、レコード会社やスタッフが現行路線を求めるのは分かるが日本のロックシーンと一線を画す「孤高のロック感が格好良い」このバンドに営利的方向性を持った「市場の論理」を武器として用いないでほしいと訴えた。
1996年1月12日に『TOUR'96 "FOR SEASON" at 日本武道館』で初披露されたものの、吉井は演奏前のMCで発売が未定であることを説明していた。しかし、当時のプロモーション担当であった中原繁がこの曲を気に入り、中原は「これは代表曲になるよ。会社の上の人間がなんて言おうが、オレが絶対売ってやるよ」と、吉井に語り、バンドの所属事務所（上層部）に強く推したことで2月29日に発売が決定した。
ラジオ番組『吉井和哉のオールナイトニッポン』は阪神・淡路大震災から1年経過した1996年1月17日に本曲を初オンエアし、翌週以降もオンエアを続けた。
本作発売から8日後の3月8日に『ミュージックステーション』出演が決定したが、当初は4分の枠での演奏予定だった。しかし、吉井は曲が削られてしまうことから「絶対に出ない」と語っていたが、プロモーターである中原の熱心な交渉によって異例の5分枠を取ることに成功。アウトロ以外省略なし（歌詞の省略なし）で披露された。
2000年3月18日、中原は宮崎県のアマチュアバンドコンテスト会場で大動脈瘤破裂により息を引き取った。中原が会場トイレで倒れているのを発見したスタッフの話によると、トイレのスピーカーから聴こえていた会場の演奏は本曲のカバーであった。中原がプロモーターを務めていたトライアドレーベル（2007年に休止状態に入り、2014年に吉井和哉がコロムビアに再移籍した事により復活）の復活記念ライブ『TRIAD ROCKS -Columbia vs Triad-』（2015年5月19日）において、吉井は中原が手掛けたロックバンド・ミッシェル・ガン・エレファントのデビュー曲「世界の終わり」、続いて本曲を披露した。
吉井は、沢田研二の楽曲「おまえがパラダイス」と本曲は結びつきが強く、この2曲は「同じ引き出し」にあるとしている。（この話はテレビ用の作り話であったとも考えられるが、吉井がソロのカバーアルバム『ヨシー・ファンクJr. 〜此レガ原点!!〜』をリリースした頃のテレビ出演時に語られた。このアルバムの4曲目に「おまえがパラダイス」のカバーを収録している。サウンドに関しては、「すべての若き野郎ども」と「JAM」に使用されている「カノン進行」といわれるコード進行に似てもっとシンプルなコード進行「スタンド・バイ・ミー進行」を「おまえがパラダイス」は使用している。スタンド・バイ・ミー進行はT・レックスのマーク・ボランが好んで使用した。）

### 「Tactics」
吉井は以前から本曲のシングル化を望んでおり、1996年1月10日に開始となるテレビアニメ『るろうに剣心 -明治剣客浪漫譚-』のエンディングテーマに起用されたことで「JAM」とともに両A面シングルに収録された。アニメを制作したソニー系列会社SPEビジュアルワークスの取締役は「歌詞に主人公の名前が登場するような、アニメ的な楽曲を使うことは最初から考えていなかった。むしろ、アニメファンじゃない人が買おうと思える楽曲先行の作品を起用したかった」という。エンディングテーマに関してはソニー系だけでなく、本曲含む他社のアーティストの楽曲も対象となった。

## 記録
1996年3月11日付のオリコンシングルチャートで初登場7位を記録し、8thシングル「太陽が燃えている」の最高位9位を更新した。翌週には6位と順位を上げ、初登場から4週連続、計5回のTOP10入りを記録した。1996年3月度月間11位、4月度月間12位と、2か月間に渡って売れ続け、最終的には年間39位、売り上げは60万枚を記録した。66万枚を売り上げた13thシングル「BURN」に次いで、自身2番目の売り上げを記録している。

## 反応と評価
当時のディレクターである宗清裕之（コロムビア）はこのシングルの予想順位を「30位」としており、バンドのマネージメント事務所「ボウィンマン」の社長である大森常正は「それ以下」としていた。

### 「JAM」
吉井は以前、「最近取材なんかで、俺たちに影響を受けたっていう若くて有名なミュージシャン達と話すと、みんな『JAMは最高ですよ』って言ってくれる」と語っている。
NHK-FMの『ミュージックスクエア』ではリスナーからの人気が特に高く、「週間」「月間」「年間」「心に残る90年代の曲(1999年末放送)」と、番組のあらゆるリクエストランキングで1位をとり続けた。
ファンからの人気も高く、解散後の2004年に行われたオリコンの人気投票「あなたが選ぶ THE YELLOW MONKEY BEST1」と、2012年にナタリー×レコチョクで行われた人気投票「アナタの好きなTHE YELLOW MONKEYの曲を教えてください!」でともに第1位となった。2013年に行われたベスト盤『イエモン-FAN'S BEST SELECTION-』のファン投票では、19thシングル「バラ色の日々」に次いで2位となっている。また、『イエモン-FAN'S BEST SELECTION-』の特設サイトで行われた「私のTHE YELLOW MONKEY『この1曲』」という企画において、番組パーソナリティを務めた中村貴子がこの曲を投票している。
2017年3月24日、東京外国語大学の卒業式では立石博高学長が次のように本曲を紹介した。
立石はこのように述べると「外国で飛行機が墜ちました」のくだりから最後までを朗読した。

### 「Tactics」
THE YELLOW MONKEYのオフィシャルフォトグラファー有賀幹夫は、「Tactics」で思い出されるのは1996年「野性の証明ツアー」の熱いステージで、「バンドがどんどん上がっていくときのオーラだったり、ファンの熱狂的な雰囲気だったり。あのときはアイドルバンドだったよね、いい意味で。ストーンズだって、アイドルだったわけだから」と振り返る。
2012年、実写映画『るろうに剣心』公開を記念してレコチョクが行った「るろうに剣心名曲ランキング」のユーザー投票で、テレビアニメ版全10曲中（オープニング3曲、エンディング7曲）、「Tactics」は5位にランクインした。
前述の「あなたが選ぶ THE YELLOW MONKEY BEST1」では16位、『イエモン-FAN'S BEST SELECTION-』のファン投票では34位にそれぞれランクインしている。

## 「JAM」とニュース
「JAM」の飛行機事故に関するくだりは実際の出来事に基づくもので、吉井が世の中の不条理を書いていたあるときテレビをつけていると外国の飛行機事故のニュースが流れ、ニュースキャスターは「わりと満面の笑みで」日本人の乗客がいなかったことを伝えた。邦人安否を伝えるにあたり、ニュースキャスターが満面の笑みで嬉しそうに見えるようなことがあってはならないであろうと吉井は疑問を感じた。
「JAM」をきっかけにスマートニュース社を設立した実業家で社会学研究者でもある鈴木健は、田原総一朗との2016年の対談で次のように語った。
また、吉井は2015年のトライアド復活ライブ『TRIAD ROCKS -Columbia vs Triad-』において次のように語った後に「JAM」を披露した。
2016年に出演したテレビ番組『バズリズム』で語ったところによると、吉井はニュースキャスターが「わりと満面の笑み」であったことについて、「嬉しそうにするのはまずいんじゃないの?」と思ったということであった。
2023年4月26日朝日新聞の天声人語にて、スーダン内戦から邦人58人が退避したというトップ記事と合わせて本曲の歌詞が引用された。

## ミュージックビデオ
「JAM」のミュージックビデオ（以下MV）は吉井自らの監督で撮影された。2007年12月19日よりバンド初のMVデジタル配信解禁楽曲として「レコード会社直営♪ムービー」、「レコ直♪ビデオクリップ」、「モバイルコロムビア」から「JAM」のMVが配信された。さらに同日発売された吉井和哉のシングル「バッカ」のPVに、「JAM」のPVに出演した小学校4年生の男の子（三嶋啓介）と小学校5年生の女の子が再度成長した姿で出演している。なお、後に発売された吉井のアルバム『VOLT』の発売に合わせたスペースシャワーTVの特集番組『吉井和哉 SPECIAL 〜VOLT〜』（2009年3月15日）で、吉井は三嶋をゲストに迎えている。
MVはディレクターズ・カット版もあり、本編では未採用となったシーンも使われている。DVD『CLIPS Video Collection 1992〜1996』（2000年）、DVD『THE YELLOW MONKEY CLIP BOX』（2004年）に収録。前述の「バッカ」MVの終盤において手首から血のりが流れるシーンは、同ディレクターズ・カット版から再使用されている。

## 収録曲
全曲 作詞・作曲：吉井和哉 / 編曲：THE YELLOW MONKEY
1. JAM [5:18]
2. Tactics [4:28]
3. JAM (Karaoke) [5:18]
4. Tactics (Karaoke) [4:28]

## 収録作品
JAM
- 『TRIAD YEARS actI〜THE VERY BEST OF THE YELLOW MONKEY』（1996年12月7日）
- 『HIT JAM』（1997年4月19日） ※コンピレーション・アルバム
- 『TRIAD COMPLETE BOX』（1997年12月10日）
- 『THE YELLOW MONKEY SINGLE COLLECTION』（1998年12月10日）
- 『SO ALIVE』（1999年5月26日） ※ライブテイク
- 『TRIAD Rock of Ages Celebrate the 15th Anniversary』（2002年9月21日） ※コンピレーション・アルバム
- 『MOTHER OF ALL THE BEST』（2004年12月8日）
- 『地球バラード』（2009年5月20日） ※コンピレーション・アルバム
- 「Romantist Taste 2012」（2012年10月10日） ※ライブテイク
- 『イエモン-FAN'S BEST SELECTION-』（2013年7月31日）
- 『オールスター・ベスト 〜男性ヴォーカル〜』（2015年8月29日） ※コンピレーション・アルバム
- 『THE YELLOW MONKEY IS HERE. NEW BEST』（2017年5月21日）※セルフカバー
- 『Live Loud』（2021年2月3日）※ライブテイク

Tactics
- 『FOUR SEASONS』（1995年11月1日）
- 『TRIAD COMPLETE BOX』（1997年12月10日）
- 『るろうに剣心 -明治剣客浪漫譚- ベスト・テーマ・コレクション』（1998年3月21日） ※コンピレーション・アルバム
- 『THE YELLOW MONKEY SINGLE COLLECTION』（1998年12月10日）
- 『SO ALIVE』（1999年5月26日） ※ライブテイク
- 『るろうに剣心 -明治剣客浪漫譚- プレミアム・コレクション』（1999年12月18日） ※コンピレーション・アルバム
- 『るろうに剣心 -明治剣客浪漫譚- COMPLETE CD・BOX』（2002年9月19日） ※コンピレーション・アルバム
- 『MOTHER OF ALL THE BEST』（2004年12月8日）
- 『るろうに剣心 -明治剣客浪漫譚- Complete Collection』（2011年7月27日） ※コンピレーション・アルバム

## カバー
JAM
- TRICERATOPS（2009年12月19日、トリビュート・アルバム『THIS IS FOR YOU〜THE YELLOW MONKEY TRIBUTE ALBUM』）
- ケミカルピクチャーズ（2011年11月23日、カバー・コンピレーション・アルバム『CRUSH!2 -90's V-Rock best hit cover songs-』）[37]
- CLIFF EDGE（2013年11月27日、アルバム『PLATINUM HEARTS』） ※本曲をサンプリングした「JAM ～絶望の夜を越えて～」として発表[38]。
- 相川七瀬（カバーアルバム『ROCK MONSTER』（2023年11月8日発売）に収録[39]。）

Tactics
- レックス・ラング[40] ※米国版『るろうに剣心』で声優としても出演し、エンディングを英語で歌唱している。
- キム・ドンシク（김동식 Kim Dong-Sik） ※韓国版『るろうに剣心』の歌い手。
- リカルド・シルバ（Ricardo Silva）（2013年4月3日、『Ricardo Silva (Original Motion Picture Soundtrack)』） ※ラテンアメリカのスペイン語版『るろうに剣心』（Samurai X 2005 Dbz）。マルク・ウィンスロー（Marc Winslow）のフィーチャリング・バージョンも存在する。
- M.O.E.（2012年3月28日、ミニアルバム『もっと笑顔になるCD』）
- sumika（2016年12月7日、ミニアルバム『SALLY e.p』初回限定盤） [41]

### 吉井和哉によるセルフカバー
JAM
- DVD『THANK YOU YOSHII KAZUYA Live At Budoukan』（2007年、2012年にBlu-ray『TOUR 2006 THANK YOU YOSHII KAZUYA』として同内容が収録）
- DVD『the motion picture TOUR2009 宇宙一周旅行』（2009年）
- DVD/Blu-ray+CD『10-TEN-』（2013年）
- DVD/Blu-ray『TOUR 2013 GOOD BY YOSHII KAZUYA』（2013年）
- シングル『クリア』（2015年）※ライブ音源

Tactics
- DVD「KAZUYA YOSHII LIVE DVD BOX 『LIVE LIVE LIVE』」（2008年）
- シングル『クリア』（2015年）※ライブ音源